# Ayten Erten
Ayten Erten (* 24. Mai 1946 in Eskişehir) ist eine türkische Schauspielerin.

## Leben
Ayten Erten studierte Theaterwissenschaft und arbeitete danach als Regieassistentin und Schauspielerin, unter anderem in einer türkischen Bühnenfassung der Erzählung Der kleine Prinz von Antoine de Saint-Exupéry (Küçük Prens). Sie sprach oft Rollen in Hörspielen und arbeitete zwei Jahre als tägliche Märchenerzählerin im Kinderabendprogramm des türkischen Rundfunks. Nach ihrer Hochzeit im Jahr 1969 erhielt ihr ebenfalls als Schauspieler tätiger Ehemann ein Stipendium an der Folkwang-Hochschule in Essen. Sie folgte ihm nach Deutschland und blieb auch nach ihrer Scheidung zunächst dort. Ayten Erten lernte Deutsch und nahm ihr Theaterwissenschaftsstudium wieder auf. Bei der Deutschen Welle in Köln erhielt sie einen Posten als Sprecherin und Journalistin beim türkischen Programm des Hörfunksenders.
Erten stellte in dem kontrovers diskutierten Film Shirins Hochzeit von Helma Sanders-Brahms (BRD 1975/76) den sozialen Abstieg einer türkischen Arbeitsmigrantin in Deutschland zur Prostituierten dar. Danach geriet sie ins Visier extremistischer Kreise in der Türkei und wurde auch in Deutschland massiv bedroht. Nach der Hauptrolle in Shirins Hochzeit war Erten noch in der Fernsehserie des SDR Goldener Sonntag und in wenigen kleineren Rollen in deutschen Filmproduktionen zu sehen.
Sie kehrte in den 1980er Jahren in die Türkei zurück und arbeitet dort weiterhin als Schauspielerin. 2005 spielte sie noch einmal eine Nebenrolle in Deutschland in dem TV-Drama Zeit der Wünsche – Dilekler Zamanı des Hamburger Filmemachers Tevfik Başer.

## Filme in deutscher Sprache
- 1976: Shirins Hochzeit
- 1978: Inschi darf nicht Meier heißen (TV)
- 1979: Die Schattengrenze (TV)
- 1979: Die große Flatter (TV-Dreiteiler)
- 2005: Zeit der Wünsche – Dilekler Zamanı (TV)